# Пенни островов Мадлен

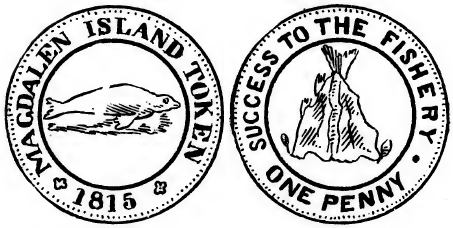
Пенни островов Мадлен. Изображение из «Иллюстрированной истории монет и жетонов, относящихся к Канаде» (1894) Бретона

Пе́нни острово́в Мадле́н — это токен (суррогат разменной монеты), отчеканенный для использования на архипелаге Мадлен, однако фактически использовавшийся во всей Нижней Канаде и в Приморских провинциях в начале XIX века.
Токены отчеканил в 1815 году сэр Айзек Коффин, офицер-лоялист, которому британское правительство предоставило острова в награду за его верность короне во время Американской войны за независимость.
Хотя данный токен не является редким, экземпляры в состоянии лучше VF встречаются исключительно редко. Более того, коллекционные цены даже на экземпляры в сильно изношенном состоянии, как правило, начинаются примерно от 100 долларов США, а чаще — намного выше.

## История

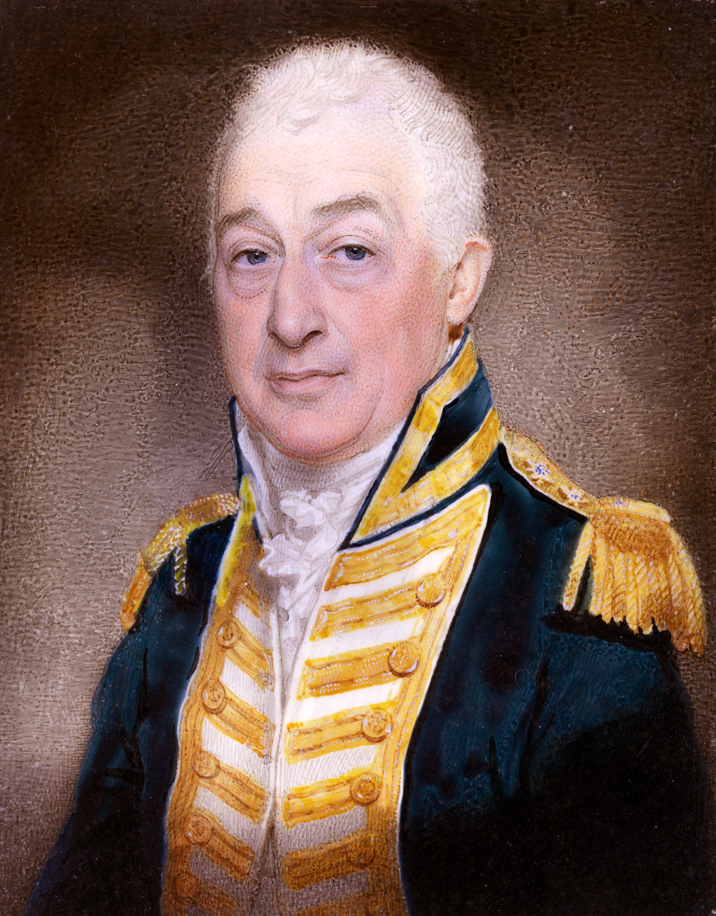
Айзек Коффин (1759—1839)

Острова Мадлен образуют небольшой архипелаг в заливе Святого Лаврентия, площадь которого составляет 205,53 км². Хотя острова находятся ближе к острову Принца Эдуарда и Новой Шотландии, они в настоящее время являются частью канадской провинции Квебек. В то время как между Лабрадором и Нижней Канадой существовали пограничные споры из-за островов, их жители были в основном французами, а острова были переданы Нижней Канаде в соответствии с Квебекским актом 1774 года.
Сэр Айзек Коффин (16 мая 1759 — 23 июля 1839) был офицером Королевского флота, который служил во время американской войны за независимость, французских революционных и наполеоновских войн. В 1787 году он начал действовать в заливе Святого Лаврентия и проявил особый интерес к островам Мадлен. Он предупредил губернаторский совет, что жители Новой Англии занимаются незаконным рыболовством в заливе и торговлей с жителями этих островов. Коффин, американский лоялист, который лишился своего имущества в результате войны за независимость, получил острова во владение в 1798 году за свою образцовую службу.
Коффин планировал установить на островах Мадлен феодальную систему. Во время своего единственного визита на остров он раздал отчеканенные по этому случаю монеты. Его попытки привлечь поселенцев или выселить поселенцев, прибывших из Сен-Пьера и Микелона, были безуспешными. Местные жители выступили с протестом против его авторитарных методов, выкрикивая «Всыпьте бичом королю Георгу и королю Коффину!», когда он покидал остров.
В то время как сами островитяне редко использовали данные токены, в целом они получили распространение в Канаде, поскольку известны даже экземпляры высокой степени сохранности. Очевидно, что многие из них были отправлены в Новую Шотландию, поскольку в газетных статьях того времени они упоминаются как имевшие хождение среди торговцев в Галифаксе.

## Рекомендации
Coins of Canada by J.A. Haxby and R.C. Willey.